# Andreas Prochaska
Andreas Prochaska (Viena, 31 de diciembre de 1984) es un director de cine austríaco que ha realizado tanto series para televisión como  largometrajes.

## Filmografía seleccionada
- In 3 Tagen bist du tot 2 (Moriras en 3 días), largometraje estrenado en 2006.[3]
- Das finstere Tal (El valle oscuro), largometraje estrenado en 2014.
- Das Attentat – Sarajevo 1914 (El atentado - Sarajevo 1914). Película para televisión basada en el atentado de Sarajevo de 1914 que desencadenó el inicio de la Primera Guerra Mundial.
- Maximillian and Marie de Bourgogne. Miniserie de televisión estrenada en 2017 basada en la vida de María de Borgoña y Maximiliano I de Habsburgo.
- Das Boot (El submarino). Serie para televisión de ocho capítulos estrenada en 2018 basada en la novela homónima escrita por Lothar-Günther Buchheim, periodista que trabajó como corresponsal del III Reich y narró las experiencias que vivió a bordo de los submarinos alemanes durante la Segunda Guerra Mundial.